# Ukrainurus hypsognathus
Genre
Espèce
Ukrainurus hypsognathus, unique représentant du genre Ukrainurus, est une espèce fossile d'amphibiens urodèles primitifs (en).

## Aire de répartition
Cette salamandre géante a été découverte dans une carrière abandonnée de Grytsiv, au raïon de Chepetivka, en Ukraine.

## Paléoenvironnement
Elle vivait à l'époque du Miocène, plus précisément du Miocène moyen jusqu'au Miocène supérieur.

## Étymologie
Le nom générique Ukrainurus, composé d'ukrain[e] et du suffixe grec -urus (« queue »), est nommé en référence au lieu de sa découverte : l'Ukraine. L'épithète spécifique hypsognathus, composée des mots grecs hypso (« hauteur ») et -gnathos (« mâchoire »), latinisé en gnathus, est nommée en référence à la morphologie de ses dents.

## Taxinomie
Cette espèce a été décrite en 2013 par les naturalistes Davit Vasilyan, Madelaine Böhme, Vyacheslav M. Chkhikvadze, Yuriy A. Semenov et Walter G. Joyce.